# Audi Quattro

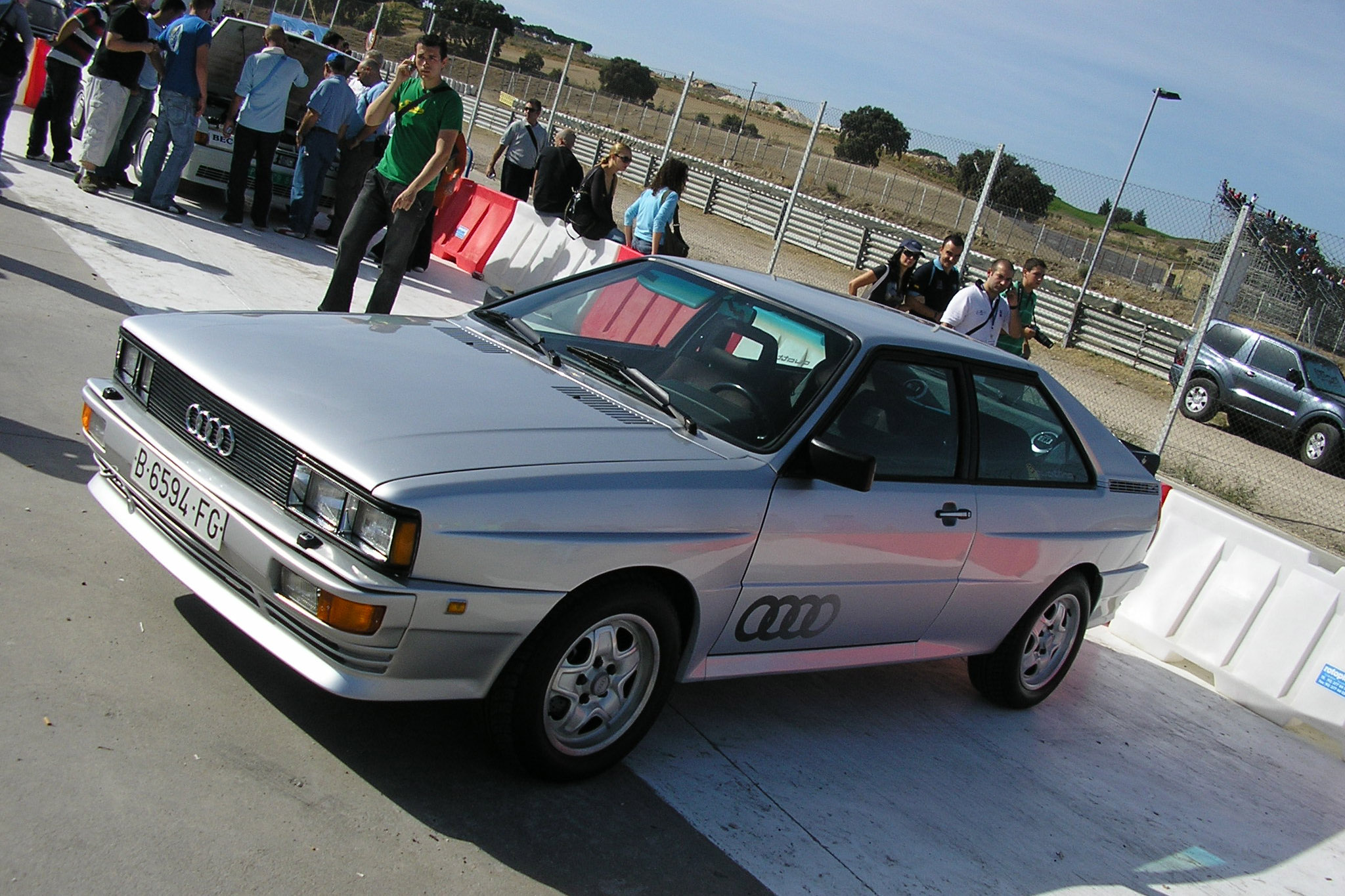
Audi Quattro

Audi quattro (på senare tid även kallad urquattro för att ej blandas ihop med varumärket quattro som används av Audis övriga och efterföljande fyrhjulsdrivna bilmodeller.) är en bilmodell tillverkad av Audi.
Audi quattro lanserades 1980 och är en av Audis största succéer genom tiderna. Audi quattro ses därtill som en av de stora orsakerna till Audis starka varumärkesbyggande. Grupp B-bilen Audi quattro firade med sin fyrhjulsdrift stora segrar i rallyn.
Quattro heter de vanliga bilmodellerna från Audi som har permanent fyrhjulsdrift (AWD). 
Från 1987 sitter det en Torsendifferential på alla quattro utom Audi A3/S3 quattro och Audi TT quattro som har en Haldexkoppling. 
Produktionen upphörde i maj 1991 då modellen ersattes av Audi S2. Totalt tillverkades 11 452 bilar.
Stavningen "quattro" är ett registrerat varumärke av Audi AG och skrivs alltid av företaget med gement "q".

## Släktskap med andra modeller
Audi quattro delar kaross med Audi GT Coupé, som var en framhjulsdriven standardbil. Den i sin tur byggde på Audi 80, men hade halvkombibaklucka och bara 2 sidodörrar. 
En vidareutvecklad modell Audi Sport quattro togs fram för att möta konkurrensen inom rallysporten. Karossen och hjulbasen på Sport quattron var 32 cm kortare över de bakre sidorutorna, framrutans brantare vinkel lånades från Audi 80 och stora delar av bilen byggdes i Kevlar och aluminium för att spara vikt. Denna modell klassades in i nya Grupp B genom att tillverka de 200 gatlegala exemplar som krävdes för att få tävla med bilen. Fransyskan Michelle Mouton tävlade i Pikes Peak international hillclimb med bilen och vann både 1984 och 1985 då hon även slog rekordet i backen.
Till Finska rallyt 1985 debuterade Audi Sport quattro S1 Evo2 som känns igen på sina vulgära skärmbreddare, frontspoiler och bakvinge. Reglementet i Grupp B tillät att man gjorde evolutionsmodeller som denna bara man uppfyllde kravet på 20 tillverkade bilar. Audi Sport quattro S1 Evo2 användes från och med det Österrikiska Semperit rallyt med en tidig variant av Porsches dubbelkopplingsväxellåda PDK som utvecklades till Porsches Le Mans racers. PDK lådan gav bilen en enorm prestanda genom sina sömlösa fullgasväxlingar, såpass att den legendariska Audi ingenjören Dieter Basche som tidigare suttit lugnt bredvid Walter Röhrl i oräkneliga mils testande sade "aldrig mer". Röhrls kartläsare Geistdorfer tyckte att det var svårt att hålla rytmen på grund av de sömlösa växlingarna.
1986 skulle bli Grupp B klassens sista säsong pga en rad allvarliga olyckor som involverade både besättningar och åskådare. Audi beslutade att överge WRC halvvägs genom säsongen då det även visat sig att mittmotorbilarna från främst Peugeot & Lancia blivit alltför svårslagna konkurrenter. Audi Sport quattro S1 Evo2 sista officiella tävling var med en variant av bilen med ännu större vingar och vassare motor som med Walter Röhrl bakom ratten satte ett nytt rekord i 1987 års Pikes Peak international hillclimb.

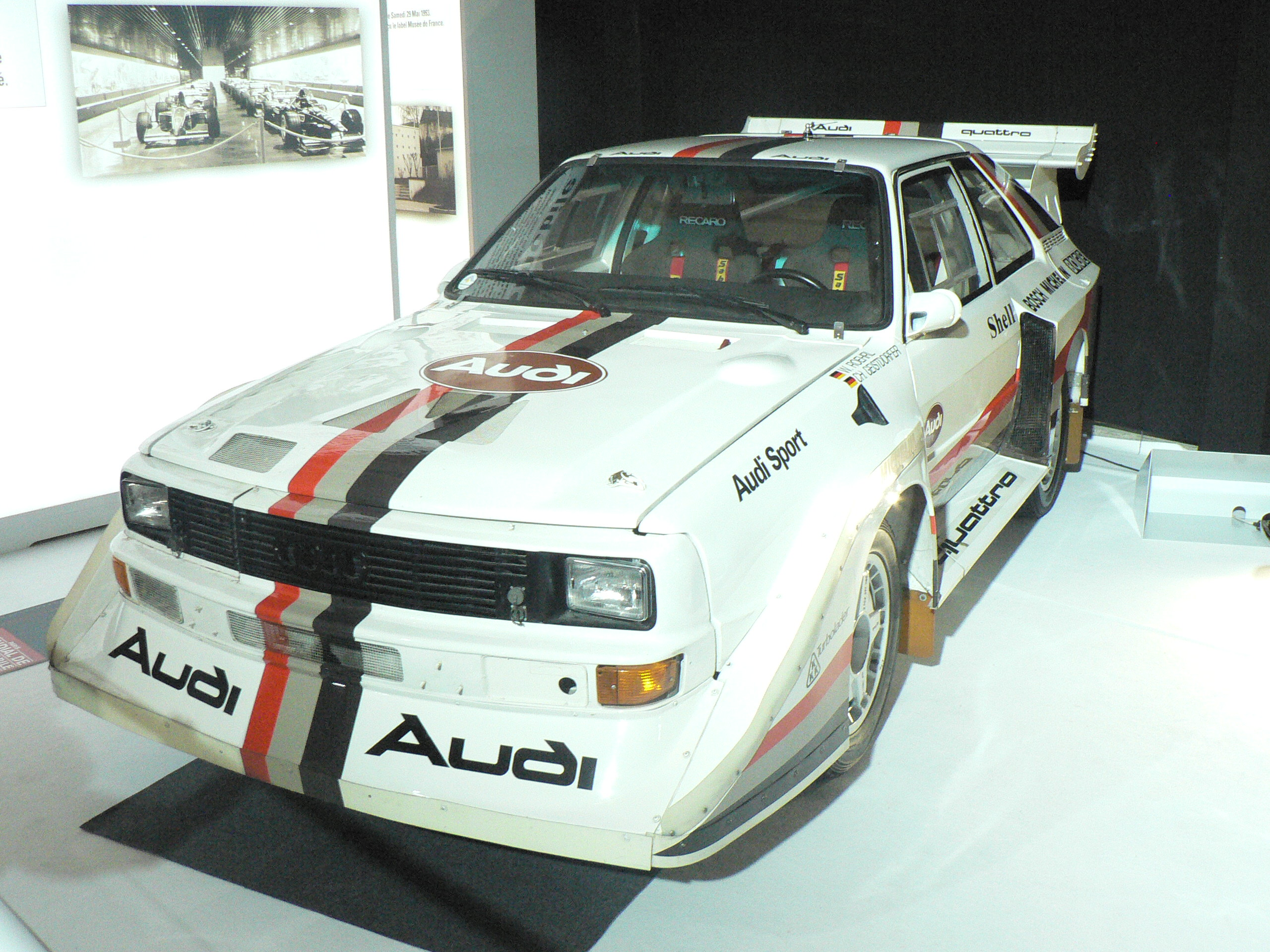
Audi Sport Quattro S1
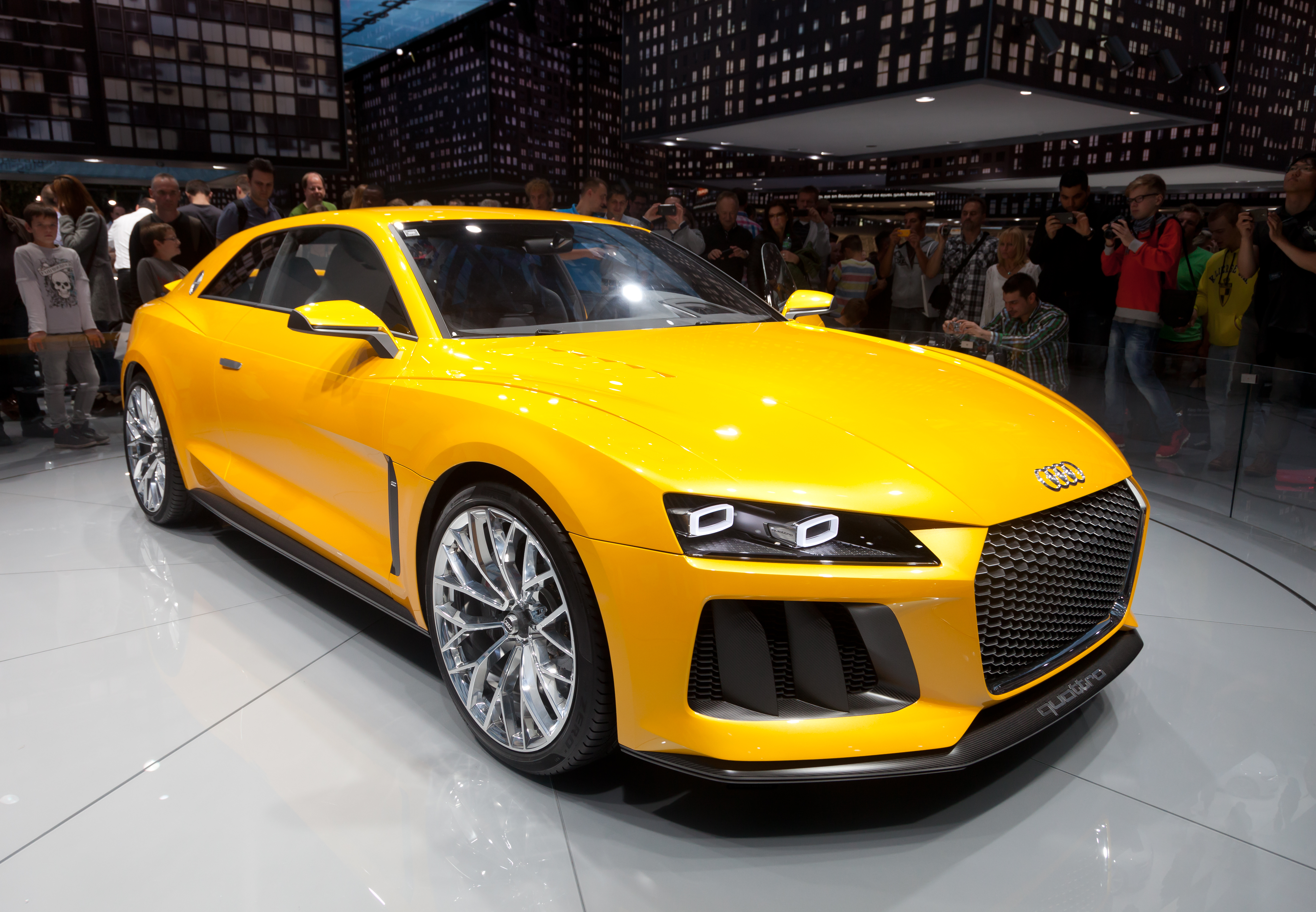
Audi Sport quattro concept